# Ander Vilariño

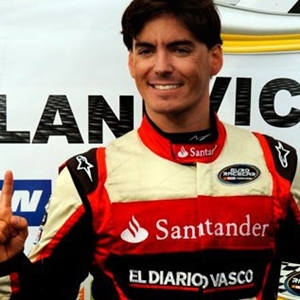
Ander Vilariño (2017)

Ander Vilariño Facal (* 6. November 1979 in Hondarribia)  ist ein spanischer Rennfahrer.

## Leben
Vilariño wurde 1979 als Sohn des spanischen Rennfahrers Andrés Vilariño und seiner Ehefrau Mari Carmen Facal geboren. Er wuchs in der Welt des Rennsports in Spanien und Europa in Begleitung seiner Eltern auf. Sein Vater war an mehreren nationalen und internationalen Meisterschaften beteiligt und konnte einige Bergmeisterschaften für sich entscheiden.

### Rennsport
Im Alter von 8 Jahren fuhr er bereits Kartrennen in der Junior-Klasse Copa de España Alevín (8 bis 11 Jahre) in Spanien, mit 15 Jahren wurde er spanischer Kartmeister der Kategorie A Inter (Campeonato de España KF3) und wechselte 1996 vom Kart in die Formel Renault.
2000 wechselte er in die spanische Formel SuperToyota über und wurde in Montmelo auf dem Circuito de Barcelona-Cataluña spanischer Meister (Campeón de España de Fórmula Supertoyota). Ein Jahr später wurde er, dank seiner spektakulären Saison im Team Racing Engineering, der erste Champion der Formel 3 in Spanien: Er fuhr 6 Siege in der Saison ein.
2002 fuhr Ander Vilariño in der Nissan World Series für das französische Team Epsilon by Graff. In seiner ersten Saison wurde er zum „Rookie“ (bester Newcomer des Jahres) ernannt, nachdem er zwei Podestplätze und eine Pole-Position unter anderem gegen ehemalige prominente Formel-1-Fahrer erreicht hatte. Im Jahr 2003 schaffte er zwei Siege, 5 Podiumsplätze und zwei Polepositions in der Nissan World Series.
2005 wurde er Europa-Bergmeister (Copa de Europa de Montaña FIA) und konnte diesen Erfolg erst 2007 wiederholen. Beim ersten Lauf des Jahres 2006 im österreichischen Rechbergrennen hatte er in seinem Formel-3000-Reynard einen so schweren unfall, dass er die Saison beenden musste. Danach wurde er erster Europameister in der NASCAR-Serie. 2012 wurde er vom spanischen Rennsportverband Real Federación Española de Automovilismo ausgezeichnet.
Im Jahr 2013 war Vilariño der erste spanische Fahrer, der ein NASCAR-Rennen in Daytona Beach/USA fuhr. Im selben Jahr wurde er in Folge zum zweiten Mal Europameister der NASCAR-Serie mit einem neuen Rekord von 7 Siegen, 8 Polepositions und 8 schnellsten Runden. Am 14. Dezember 2013 wurde Ander Vilariño in der NASCAR Hall of Fame in Charlotte, USA aufgenommen.